# Sucesos de Montemolín
Los sucesos de Montemolín fueron una serie de enfrentamientos entre huelguistas y Guardia Civil ocurridos el 12 de junio de 1931, durante la Segunda República Española. Se iniciaron con un numeroso grupo de vecinos de Montemolín amotinados para exigir al nuevo presidente de la Comisión Gestora del Ayuntamiento que entregara el bastón de mando a su antecesor. La huelga terminó en un auténtico motín de los habitantes de Montemolín, que dejaron un saldo de tres fallecidos y una docena de detenidos. Como en la mayor parte del ámbito rural español, la miseria convivía con la inmensa mayoría de las familias y el analfabetismo entre los jornaleros se acercaba a la totalidad. El campo extremeño fue un fuerte y constante foco de movilización y de extrema agitación social. Los más desfavorecidos esperaban con desesperación las mejoras que prometió la República. Esta desesperación fue la que lanzó a la calle de forma violenta a numerosos pueblos y ciudades, entre ellos Montemolín, tras solo dos meses desde la proclamación del nuevo régimen. Aunque no se trata de un hecho aislado, se destaca de otras manifestaciones sociales producidas durante la Segunda República por su estallido tan prematuro, por su violencia (con la muerte de tres personas) y su escasa repercusión.

## Conflicto y movilización social
La Segunda República es el período de mayor movilización política en España de todo el siglo XX. La amplia libertad del nuevo sistema republicano permite el desarrollo de inquietudes políticas por parte de la clase trabajadora, lo que hará que el fuerte conflicto social, ya existente, aumente y desemboque en numerosas ocasiones en sucesos con enfrentamientos violentos. 
En España, el número de afiliados al PCE rondaba los 800, el PSOE se acercaba a los 25.000 y, en cuanto a los sindicatos, la UGT contaba con 300.000 en 1930, pero ocho meses después de la proclamación republicana, la federación adscrita de la FNTT (Federación Nacional de Trabajadores de la Tierra) para su implantación en el medio rural contaba con alrededor de 400.000. Por otro lado, la CNT contaba con 800.000. Es decir, que la movilización derivó hacia posiciones radicales.
La situación en el medio rural, entre caciques y jornaleros era más tensa que nunca, además de que la mayoría de los obreros optó por las posiciones más radicales y por la vía revolucionaria; las protestas en numerosos casos derivaron, en ataques a la propiedad, con la destrucción de maquinaria agrícola, ocupaciones de fincas, incendios de cosechas, y robos. Estos conflictos violentos, que la historiografía ha denominado como “sucesos” fueron una constante durante la nueva República, como en los casos de los sucesos de Arnedo (La Rioja), de Castilblanco (Badajoz), de Aznalcóllar (Sevilla) o los famosos sucesos de Casas Viejas (Cádiz). 

## Crónica de los sucesos
El primer episodio violento con resultado de muerte que se produjo en Extremadura está localizado en Montemolín. En esta pequeña población se ubicaba un puesto de la Guardia Civil con cuatro guardias. El guardia civil Emilio Martín Merchán se encontraba en la casa de Correos y al oír el tumulto salió a la calle a calmar los ánimos, momento en que los manifestantes intentaron hacerse con la correspondencia que portaba. Al negarse a entregarles lo que ellos entendieron como una petición de concentración de guardias en la población, recibió un hachazo en el hombro, y cuando intentó defenderse con su arma reglamentaria disparando sobre uno de los agresores, fue perseguido por las calles hasta que, exhausto, cayó frente a la puerta del ayuntamiento, donde fue rematado por los manifestantes con más de cuarenta heridas de arma blanca. 
Al tener noticias de lo sucedido, el cabo José Jiménez Rodríguez y los guardias civiles Juan Romero Camacho y Carmelo Echaves Becarí salieron de la casa-cuartel para restablecer el orden, pero manifestantes exaltados hicieron frente a los agentes, desarmando al guardia Juan Romero Camacho, que resultó herido grave de un balazo, y con heridas leves el guardia Carmelo Echaves. El cabo José Jiménez abrió fuego para proteger a sus compañeros, a consecuencia de lo que uno de los amotinados, Cayetano Nogueras, falleció. 
La llegada de refuerzos desde Fuente de Cantos consiguió sofocar la revuelta. El guardia Juan Romero Camacho fue evacuado hasta Badajoz, donde según algunas fuentes murió. 
Por circular de la Guardia Civil de 30 de marzo de 1932, el suceso fue declarado hecho de guerra. Por orden de 3 de marzo de 1933, el
guardia 2º Emilio Martín fue ascendido al empleo de cabo. 